# Alina Janowska
Alina Maria Janowska-Zabłocka (16 tháng 4 năm 1923 – 13 tháng 11 năm 2017) là nữ diễn viên Ba Lan. trong sự nghiệp điện ảnh, bà tham gia đóng hơn 35 bộ phim và chương trình truyền hình từ năm 1946 đến năm 2017.

## Tiểu sử
Janowska sinh năm 1923 tại Warszawa trong một gia đình giàu có. Bà bị bắt vào đêm 23 tháng 4 năm 1942 và giam 7 tháng do bị cáo buộc giúp đỡ gia đình Do Thái và tham gia lực lượng Ba Lan ngầm. Bà tham gia chiến đấu trong cuộc Khởi nghĩa Warszawa, hoạt động trong đơn vị liên lạc thuộc Tiểu đoàn "Kiliński".
Năm 1963, bà kết hôn với kiến trúc sư Wojciech Zabłocki,  có hai người con.

## Sự nghiệp
Janowska bắt đầu làm việc tại nhà hát vào năm 1943. Trong những năm 1940, bà tham gia đóng nhiều bộ phim chẳng hạn như Treasure (đạo diễn Leonard Buczkowski). Vai diễn quan trọng nhất của bà trong giai đoạn này là nhân vật Yugoslav Dessa trong phim The Last Stage (1947, đạo diễn Wanda Jakubowska). Bộ phim được đề cử cho Giải thưởng Grand International Award tại Liên hoan phim Venice năm 1948, và giải BAFTA cho bộ Phim hay nhất năm 1950.
Bà đóng vai nhân vật chính Lucyna trong phim Samson (1961) của đạo diễn Andrzej Wajda. Phim được đề cử giải Sư tử vàng năm 1961 tại Liên hoan phim Venice. Cùng năm, bà lồng tiếng cho nhân vật Drizella trong phim Cô bé Lọ Lem lồng tiếng Ba Lan.
Alina Janowska qua đời vào ngày 13 tháng 11 năm 2017 vì mắc bệnh Alzheimer, thọ 94 tuổi 

## Đóng phim
Dưới đây là danh sách phim có sự xuất hiện của diễn viên Alina Janowska.
| Năm       | Tiêu đề phim                                                 | Vai diễn             | Đạo diễn            | Chú thích |
| --------- | ------------------------------------------------------------ | -------------------- | ------------------- | --- |
| 1946      | Zakazane piosenki                                            | Ca sĩ                | Leonard Buczkowski  | Phim Ba Lan đầu tiên sau Thế chiến II                                                                                                   |
| 1947      | The Last Stage                                               | Dessa                | Wanda Jakubowska    | |
| 1948      | Treasure                                                     | Basia                | Leonard Buczkowski  | |
| 1948      | Ślepy tor                                                    | Ewka                 |                     | |
| 1949      | Czarci żleb                                                  | Hanka                | Tadeusz Kański      | |
| 1961      | Samson                                                       | Lucyna               | Andrzej Wajda       | [ 12 ] |
| 1963      | Smarkula                                                     | Tiến sĩ Wanda        | Leonard Buczkowski  | |
| 1965–1966 | Wojna domowa                                                 | Irena Kaminska       | Jerzy Gruza         | Series truyền hình |
| 1968      | Stawka większa niż życie                                     | Rose Arens           |                     | 1 tập |
| 1970      | Dzięcioł                                                     | Misia                | Jerzy Gruza         | [ 13 ] |
| 1971      | Podróż za jeden uśmiech                                      | Dì Ula               | Stanisław Jędryka   | Phim và series |
| 1975      | Dulscy                                                       | Aniela Dulska        | Jan Rybkowski       | |
| 1976      | Czterdziestolatek                                            | Celina               | Jerzy Gruza         | Series truyền hình |
| 1985      | Och, Karol                                                   | Mẹ kế của Karol      | Roman Załuski       | |
| 1990      | Femina                                                       | Mẹ của Bogna         | Piotr Szulkin       | Đề cử: Diễn viên phụ xuất sắc nhất tại Liên hoan phim Gdynia                                                                            |
| 1991      | V.I.P.                                                       | Greboszowa           | Juliusz Machulski   | |
| 1991      | Rozmowy kontrolowane                                         | Halina Należyty      | Sylwester Chęciński | |
| 1997–2010 | Złotopolscy                                                  | Eleonora Gabriel     |                     | Series truyền hình |
| 2007      | Niania                                                       | Leokadia             | Yurek Bogayevicz    | Sitcom, 1 tập |
| 2008      | Niezawodny system                                            | Maria                | Izabela Szylko      | Liên hoan Phim Quốc tế Monaco: hạng mục Nữ diễn viên xuất sắc nhật Liên hoan Phim Quốc tế Zimbabwe: hạng mục Nữ diễn viên xuất sắc nhật |
| 2010–2011 | Plebania                                                     | Adela                |                     | Series truyền hình |
| 2011      | Na dobre i na złe                                            | Lidia Makowska       | Kordian Piwowarski  | 1 tập |
| 2013      | Zdjęcie od Nasierowskiej, czyli życie wielokrotnie spełnione | Chính Alina Janowska |                     | Phim tài liệu |